# 大洋長鰭角鮟鱇
大洋長鰭鮟鱇（学名：Caulophryne pelagica），又名莖角鮟鱇、深海鮟鱇、柄鮟鱇，为輻鰭魚綱鮟鱇目棘茄魚亞目長鰭鮟鱇科莖角鮟鱇屬下的一个种，為深海魚類，分布於西印度洋及中西太平洋海域，棲息深度可達2500公尺，生活習性不明。